# Кенон, Ларри
Ларри Джо Кенон (англ. Larry Joe Kenon; род. 13 декабря 1952 года в Бирмингеме, Алабама, США) — американский профессиональный баскетболист, выступал в Американской баскетбольной ассоциации, отыгравший три из девяти сезонов её существования, а также семь сезонов в Национальной баскетбольной ассоциации. Чемпион АБА в сезоне 1973/1974 годов в составе команды «Нью-Йорк Нетс».

## Ранние годы
Ларри Кенон родился 13 декабря 1952 года в городе Бирмингем (штат Алабама), где учился в средней школе Уллман, в которой играл за местную баскетбольную команду.